# Frank B. Kellogg House
La casa Frank B. Kellogg es una casa histórica en 633 Fairmount Avenue en la ciudad de Saint Paul, la capital del estado de Minnesota (Estados Unidos). Está catalogado como Monumento Histórico Nacional por su asociación con el ganador del Premio Nobel de la Paz Frank B. Kellogg, coautor del Pacto Kellogg-Briand. El bulevar Kellogg en el centro de Saint Paul también lleva su nombre. La casa fue designada Monumento Histórico Nacional en 1976. También es una propiedad contribuidora al distrito histórico de Hill.

## Descripción
La casa está construida principalmente con granito, arenisca y piedra rojiza. El bloque rectangular original fue diseñado por William H. Willcox y completado en 1890, y exhibe una mezcla de estilo Reina Ana y neorrománico. En 1923 Kellogg agregó una gran adición, diseñada por Allen H. Stem se construyó en el lado noreste de la casa, reorientando el frente desde la avenida Fairmount hasta la calle Dale. Esta adición se llamó "Ala Coolidge", aunque no está claro si se construyó antes o después de que el presidente Calvin Coolidge visitara Kellogg aquí en 1923. La casa es una de las dos estructuras supervivientes estrechamente asociadas con Kellogg; la otro está en Washington D. C.
Desde 1889 hasta su muerte, esta fue la residencia permanente de Frank B. Kellogg (1856-1937), abogado, senador estadounidense y diplomático. Como secretario de Estado de 1925 a 1929, negoció el Pacto Kellogg-Briand de 1928, considerado el precedente inmediato del artículo 2.4 de la Carta de las Naciones Unidas. Por esta gestión, Kellogg alejó la política exterior del intervencionismo y recibió en 1929 el Premio Nobel de la Paz. Murió en su casa en 1937, la víspera de su 81 cumpleaños de neumonía, después de un derrame cerebral.